# Pseudoscraptia dimidiata
Pseudoscraptia dimidiata is een keversoort uit de familie bloemspartelkevers (Scraptiidae). De wetenschappelijke naam van de soort is voor het eerst geldig gepubliceerd in 1867 door Wollaston.